# Cnodocentron galesus
Cnodocentron galesus är en nattsländeart som beskrevs av Schmid 1982. Cnodocentron galesus ingår i släktet Cnodocentron och familjen Xiphocentronidae. Inga underarter finns listade i Catalogue of Life.